# Municipio de Riley (condado de Sandusky)
El municipio de Riley (en inglés: Riley Township) es un municipio ubicado en el condado de Sandusky en el estado estadounidense de Ohio. En el año 2010 tenía una población de 1226 habitantes y una densidad poblacional de 11,07 personas por km².

## Geografía
El municipio de Riley se encuentra ubicado en las coordenadas 41°23′42″N 83°0′9″O / 41.39500, -83.00250. Según la Oficina del Censo de los Estados Unidos, el municipio tiene una superficie total de 110.78 km², de la cual 99.64 km² corresponden a tierra firme y (10.05%) 11.13 km² es agua.

## Demografía
Según el censo de 2010, había 1226 personas residiendo en el municipio de Riley. La densidad de población era de 11,07 hab./km². De los 1226 habitantes, el municipio de Riley estaba compuesto por el 96.49% blancos, el 0.33% eran afroamericanos, el 0.16% eran amerindios, el 0.08% eran asiáticos, el 0.24% eran isleños del Pacífico, el 1.55% eran de otras razas y el 1.14% pertenecían a dos o más razas. Del total de la población el 6.04% eran hispanos o latinos de cualquier raza.